# Peter Kažimír
Peter Kažimír (Kassa, 1968. június 28. –) szlovák közgazdász, politikus, a Szlovák Köztársaság miniszterelnök-helyettese 2012 és 2016 között, valamint – részben egyidejűleg – pénzügyminisztere 2012 és 2019 között.

## Pályája
- 1986–1992: Pozsony, a Közgazdaságtudományi Egyetem kereskedelmi kara
- 1993–1995: adótanácsadó asszisztens
- 1995–2006: a VIVANT részvénytársaság vezetőségének tagja és egyben igazgatója is (gazdaságjogi tanácsadás)
- 1997–2006: a SPECTRUM részvénytársaság felügyelő bizottságának elnöke és társtulajdonosa
- 1999–2006: a PARTA-GAS részvénytársaság vezetőségének tagja és egyben igazgatója is
- 2001–2006: tagja a DDP Igazgatótanácsnak (Credit Suisse and Life Pensions)
- 2006–2010: a Szlovák Köztársaság pénzügyminiszterének államtitkára
- 2006-2010: a Nemzeti Atomenergia Alap felügyelő bizottságának elnöke
- 2010–2012: parlamenti képviselő, valamint a pénzügyi és költségvetési bizottság alelnöke
- 2010–2019: az Irány – Szociáldemokrácia párt alelnöke
- 2012–2016: a Szlovák Köztársaság miniszterelnök-helyettese
- 2012–2019: a Szlovák Köztársaság pénzügyminisztere
- 2019: – a Szlovák Nemzeti Bank elnöke